# Hongge’ertu-Vulkanfeld
Das Hongge'ertu-Vulkanfeld (englisch Honggeertu volcanic field) ist eine nach dem Ort Hongge'ertu 红格尔图/洪格爾圖 – heute eine Großgemeinde im Hinteren Qahar-Banner des Rechten Flügels der bezirksfreien Stadt Ulanqab (Chifeng) in der Inneren Mongolei der Volksrepublik China – benannte Vulkangruppe. Die Gruppe besteht aus zwölf Schlackenkegeln.